# Itapemirim Cargo
A Itapemirim Transportes Aéreos, chamada também de Itapemirim Cargo ou ainda Ita Cargo, foi uma companhia aérea de transportes de carga e voos fretados pertencente ao Grupo Itapemirim. Em 2020 a empresa anunciou o retorno de suas operações de carga, mas o projeto não vingou, frente a crise que afeta a Itapemirim Linhas Aéreas e o Grupo Itapemirim.

## História
A empresa começou a operar voos em janeiro de 1991, com aviões comerciais de carga para voar de Viracopos, para Manaus. Naquele ano, também operou na rota Campinas—Rio de Janeiro—Recife—Fortaleza, quando competiu com a TNT-SAVA (antigo Serviços Aéreos do Vale Amazônico).
No ano de 1991, a Itapemirim operava 4 Boeing 727-100F, convertidos para cargueiro, um deles remanescente da Varig.
A empresa operou dois Boeing 727-200F e dois Cessna 208B Grand Caravan.
Operou até o ano de 2000, quando, sem nenhuma aeronave, teve sua licença de voo cancelada pelo extinto Departamento de Aviação Civil (DAC).
Com nova identidade, a Itapemirim Linhas Aéreas, com base em São Paulo, se lançou ao mercado de transporte de passageiros, com promessa de retomar o transporte de cargas no futuro, de acordo com Sidnei Piva, atual Presidente da marca. Fundada em 2020, começou a operar em junho de 2021 com uma frota de Airbus A320 por um curto período, antes de encerrar suas operações, em dezembro de 2021.

## Frota
| Aeronave                  | Total |
| ------------------------- | ----- |
| Boeing 727-100F           | 4     |
| Boeing 727-200F           | 2     |
| Cessna 208B Grand Caravan | 2     |

Matrículas:

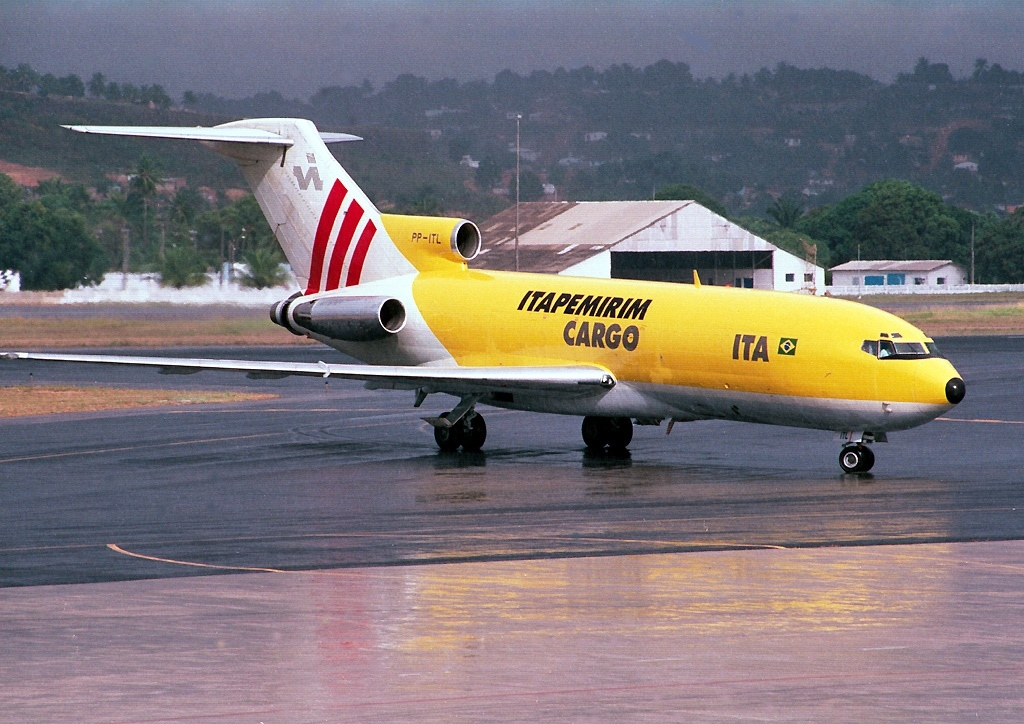
Boeing 727-100 da Itapemirim Cargo.

Boeing 727-100F: PP-ITA, PP-ITL, PP-ITM, PP-ITP
Boeing 727-200F: PP-ITR, PP-ITV
Cessna 208B Grand Caravan: PP-ITY (atualmente na frota da Azul Conecta) PP-ITZ

## Destinos
A Itapemirim serviu as seguintes cidades:
| Cidade                  | Aeroporto                                               | Notas       |
| ----------------------- | ------------------------------------------------------- | ----------- |
| Belém                   | Aeroporto Internacional Val de Cans/Júlio Cezar Ribeiro | Carga       |
| Brasília                | Aeroporto Internacional Pres. Juscelino Kubitschek      | Carga       |
| Cachoeiro de Itapemirim | Aeroporto de Cachoeiro de Itapemirim                    | Passageiros |
| Campinas                | Aeroporto Internacional de Viracopos                    | Carga       |
| Florianópolis           | Aeroporto Internacional Hercílio Luz                    | Carga       |
| Fortaleza               | Aeroporto Internacional Pinto Martins                   | Carga       |
| Manaus                  | Aeroporto Internacional Brig. Eduardo Gomes             | Carga       |
| Porto Alegre            | Aeroporto Internacional Salgado Filho                   | Carga       |
| Recife                  | Aeroporto Internacional do Recife-Guararapes            | Carga       |
| Resende                 | Aeroporto de Resende                                    | Passageiros |
| Rio de Janeiro          | Aeroporto Internacional do Galeão/Antonio Carlos Jobim  | Carga       |
| Rio de Janeiro          | Aeroporto Santos Dumont                                 | Passageiros |
| Salvador                | Aeroporto Internacional Dep. Luís Eduardo Magalhães     | Carga       |
| São Paulo               | Aeroporto de São Paulo-Congonhas                        | Passageiros |
| São Paulo               | Aeroporto Internacional de São Paulo-Guarulhos          | Carga       |